# George Borġ Olivier
George Borġ Olivier (La Valletta, 5 luglio 1911 – Sliema, 29 ottobre 1980) è stato un politico maltese, capo del Partito Nazionalista dal 1949 al 1977 e due volte Primo ministro di Malta nel periodo coloniale britannico dal 1950 al 1955 e poi dal 1962 al 1971.
Borġ Olivier fu eletto come uno dei tre membri nazionalisti del Council of Government nel 1939. Nel maggio del 1940, quando il leader del partito nazionalista, Enrico Mizzi, fu internato per la prima volta dagli inglesi e deportato in Uganda, Borg Olivier divenne capo del partito ad interim. Dopo il suo ritorno, Mizzi fece di Borġ Olivier il suo vice.
Protetto di Mizzi e Ugo P. Mifsud, Borg Olivier credeva nello sviluppo economico e sociale di Malta come uno stato indipendente e nella necessità di un'economia mista . Durante la sua premiership, perseguì politiche corporativiste per sviluppare l'industria del turismo e l'edilizia come motore della crescita. Sotto la sua guida, gli standard di vita medi aumentarono costantemente quando Malta iniziò a separarsi da un'economia puramente dipendente dalle entrate garantite dalla presenza militare britannica.
Verso la fine del suo governo come primo ministro, il suo governo fu scosso da vari scandali politici e personali, che sembravano simboleggiare il decadimento morale dell'establishment politico maltese. Dimessosi dal leader del Partito nazionalista nel 1977, Borġ Olivier mantenne il suo seggio parlamentare fino alla morte nel 1980. Gli successe a capo del partito Eddie Fenech Adami.

## Primi anni di vita

### Famiglia
George Borġ Olivier nacque alla Valletta, figlio di Olivier Borġ Olivier de Puget Paleologo e Rosa Amato, e visse un'infanzia riparata nella Valletta degli anni '20 e '30.
Borġ Olivier crebbe in una famiglia intrisa di politica nazionalista. Suo zio Salvatore era presidente del Parlamento e poi senatore, e guidò l'opposizione al Partito Costituzionale di Lord Strickland negli anni '20, prima di diventare ministro del primo governo di Ugo P. Mifsud nei primi anni '30. Borġ Olivier ha seguito le orme di questo zio diventando un notaio.

### Formazione
Borġ Olivier ha studiato al Lyceum e alla Royal University di Malta, dove si è laureato in giurisprudenza nel 1937. Come studente universitario, Borġ Olivier fu eletto presidente del Comitato Permanente Universitario fino a quando questo non fu soppresso dal governo coloniale britannico nel marzo 1935.

## Vita privata
Borġ Olivier sposò Alexandra Mattei nel 1943. Hanno avuto una figlia, Angela, e due figli, Alexander e Peter. Alexandra Borġ Olivier è deceduta il 25 febbraio 2009, all'età di 87 anni. Peter Borġ Olivier è morto il 19 aprile 2012, a 62 anni.

## Carriera politica

### Deputato (1939–1950)
Gli anni '30 furono particolarmente difficili per la società maltese. La guerra sul continente causò tensioni sociali e culturali nelle isole. L'allineamento della cultura locale con l'Italia da parte di elementi dell'élite sociale sembrava essere un comportamento servile nei confronti dell'Italia fascista. Il Partito Nazionale di Enrico Mizzi e Sir Ugo P. Mifsud, il partito scelto da Borġ Olivier, fu sottoposto a severo scrutinio una volta scoppiata la guerra in Europa nel 1939. La guerra portò all'esilio dei sostenitori nazionalisti, tra cui Enrico Mizzi, uno dei principali leader del Partito Nazionale. Il 25 giugno 1939, Borġ Olivier parlò al suo primo incontro di massa a Siġġiewi, villaggio che ospitò anche il suo ufficio di notaio (originale in italiano):

Borġ Olivier ha svolto un ruolo attivo in queste elezioni, affrontando incontri politici in vari villaggi, come Birkirkara e Bormla . Fu uno dei tre candidati al partito, insieme a Mizzi e Mifsud, eletti al Consiglio di governo nel 1939 . La linea dei membri nazionalisti nel Consiglio di governo del 1939 non era ostruzionista, tuttavia i tre membri credevano che "la nazione è matura, e abbastanza matura da ora per amministrare il governo. Ha talento sufficiente, sufficiente capacità di lavoro e patriottismo sufficiente."  Borġ Olivier fu inoltre scelto dal Lieutenant governor William Dobbie come uno degli otto ufficiali di protezione. A seguito dell'internamento illegale e della deportazione di cittadini maltesi, Borg Olivier ha offerto una forte opposizione alle deportazioni del Consiglio, parlando a lungo e in molte occasioni contro queste azioni, osservando notoriamente che:
Gli internati, tra cui Enrico Mizzi, furono ritornati a Malta nel maggio 1945 e i tre membri nazionalisti del Consiglio si dimisero a luglio, con i nazionalisti che si rifiutavano di partecipare alle elezioni del 1945, in protesta contro l'imposizione di un governo non amministrativo.  Nel 1947, Borġ Olivier fu eletto all'Assemblea legislativa e in seguito fu vice capo dell'opposizione. Il governo di Paul Boffa del 1947 entrò presto in crisi a seguito dei disaccordi con Dom Mintoff.

### Al governo (1950-1955)
A seguito delle elezioni del 1950, Borġ Olivier ricoprì l'incarico di Ministro dei Lavori Pubblici e di Ricostruzione e Ministro della Pubblica Istruzione in un governo di minoranza nazionalista guidato da Enrico Mizzi. Borġ Olivier divenne Primo Ministro e Ministro della Giustizia in un governo di minoranza dopo la morte di Mizzi nel dicembre 1950. Venne inoltre confermato a capo del Partito nazionalista dal Comitato esecutivo del Partito. Le strategie ostruzionistiche dei partiti in opposizione indussero Borġ Olivier a chiedere al governatore, Sir Gerald Creasy, di indire elezioni anticipate. Queste si tennero nel maggio del 1951 e, come risultato, Borg Olivier formò un governo di coalizione con il Partito dei Lavoratori di Malta, guidato dal precedente premier Paul Boffa. Borġ Olivier era a capo del nuovo governo, mantenendo il Ministero dei Lavori pubblici e della ricostruzione. Rieletto nel 1953, la coalizione rimase in carica fino al 1955.
Sul fronte politico, questi anni sono stati contrassegnati dal tentativo di una corretta definizione dello stato costituzionale e delle relazioni di Malta con il Regno Unito. Uno di questi tentativi riguardava un incidente relativo all'incoronazione della regina Elisabetta II nel 1953. Borġ Olivier fu invitato alla cerimonia, ma si rifiutò di partecipare a meno che i diritti di precedenza di Malta non fossero rispettati. Le difficoltà furono superate quando il governo britannico accettò di trattare il Primo Ministro di Malta su base paritaria con il Primo Ministro della Rhodesia del Sud e dell'Irlanda del Nord. Ciò fu una vittoria diplomatica per Borġ Olivier, che gli ottenne l'approvazione unanime in Parlamento.
Durante la sua permanenza a Londra, Borġ Olivier presentò un memorandum al Ministro per gli Affari Coloniali, Henry Hopkinson, spiegando la posizione del governo maltese secondo cui Malta avrebbe dovuto essere trasferita dall'Ufficio Coloniale all'Ufficio del Commonwealth, come dominion indipendente all'interno del Commonwealth . Questa era una controproposta all'offerta del governo britannico di spostare Malta sotto la responsabilità del Ministero degli Interni. Le discussioni della delegazione maltese nel maggio 1953 si concentrarono sugli aspetti legali, costituzionali ed economici di questa domanda.  Ciò fu un preludio alla lotta politica con il Partito laburista di Dom Mintoff, che favoriva la piena integrazione con la Gran Bretagna.

### Capo dell'opposizione (1955-1958)
Le elezioni generali del 1955, perse dal partito nazionalista, erano collegate alle due proposte alternative di integrazione con la Gran Bretagna e di status di dominion. Le autorità imperiali sulle isole furono accusate da parte del partito nazionalista di esercitare un'indebita pressione sull'elettorato, con il governatore, il maggiore generale Sir Robert Laycock, che prese l'inedito passo di rivolgersi all'elettorato via radio all'inizio della campagna elettorale.  Il Congresso nazionalista, tenutosi il 24 aprile 1955, approvò una risoluzione che deplorava "l'interferenza scandalosa e incostituzionale del governatore".
Dal 1955 al 1958, Borġ Olivier fu a capo dell'opposizione e guidò le delegazioni del Partito nazionalista nel giugno e settembre 1955 per la Tavola Rotonda di Malta. In questi incontri, i membri nazionalisti ribadirono che "a Malta dovrebbe essere data la piena autonomia all'interno del Commonwealth, autonoma nelle sue relazioni con il Regno Unito, ma non con il resto del Commonwealth e altre nazioni indipendenti. Le questioni relative alla difesa, al Commonwealth e alle relazioni internazionali dovrebbero essere responsabilità condivise dei governi del Regno Unito e di Malta."
Queste richieste costituzionali non furono soddisfatte dal governo britannico, che tese piuttosto a concordare in linea di principio con le richieste di Mintoff di integrazione con la Gran Bretagna. Fu indetto un referendum per l'integrazione, con Borġ Olivier che chiamava al boicottaggio del voto. Sebbene i voti espressi abbiano mostrato una sostanziale maggioranza per l'integrazione, il risultato mostrò chiaramente che la nazione non aveva approvato le proposte. Insieme ai tentativi di Borġ Olivier di svelare le intrusioni britanniche e che "il Segretario di Stato per le colonie è determinato a procedere all'integrazione nell'isola",  il sostegno alla proposta del Partito laburista per la piena integrazione iniziò a calare.
Con la diminuzione della spesa per la difesa britannica e la riluttanza del governo britannico a fissare date per la piena uguaglianza tra il popolo maltese e quello britannico, la proposta di integrazione era effettivamente morta. A questo punto, Mintoff si dimesse e dichiarò una giornata nazionale di protesta. Le rivolte scoppiarono il 28 aprile 1958. Il governatore dichiarò lo stato di emergenza, con le truppe messe in riserva per aiutare la polizia civile. Dopo il rifiuto di Borġ Olivier di formare un governo, il governatore fu costretto a dichiarare uno stato di emergenza pubblica a Malta, sospendendo la Costituzione del 1947.

### Primo Ministro (1962-1971)

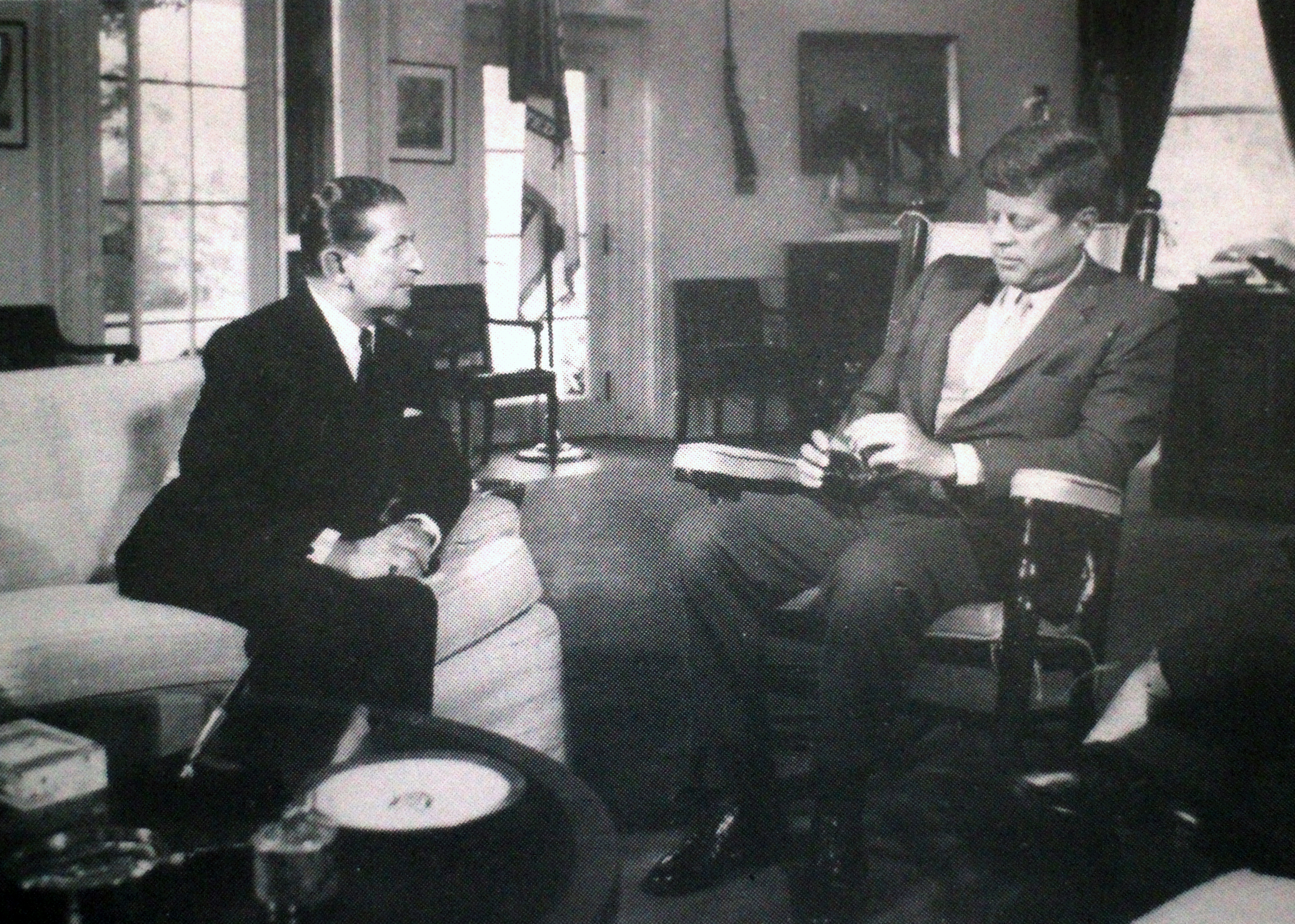
Il primo ministro George Borg Olivier incontra il presidente degli Stati Uniti John F. Kennedy nel settembre 1963

Dopo le elezioni del febbraio 1962, Borġ Olivier accettò di formare un governo dopo aver ottenuto importanti modifiche alla Costituzione. Oltre al ruolo di Primo Ministro, Borġ Olivier assunse il portafoglio di Ministro della Pianificazione e delle finanze economiche. Alle elezioni del 1962, il 76% degli elettori votò per i principali partiti che chiedevano l'indipendenza. Il Partito nazionalista aveva subito una divisione interna, con Herbert Ganado che fondò il Partito nazionalista democratico, più populista.
I nazionalisti ottennero la maggioranza e Borġ Olivier divenne Primo Ministro. Poco dopo vennero apportate modifiche alla Costituzione. Borġ Olivier si recò a Londra per chiedere un accordo finanziario e l'indipendenza con piena adesione al Commonwealth. All'epoca la disoccupazione era salita al 6% e c'erano timori di licenziamenti dall'Arsenale navale. Il 20 agosto 1962, Borġ Olivier presentò la richiesta formale di indipendenza. Fu presto reso noto che il procuratore generale Prof. John J. Cremona stava lavorando a un progetto di costituzione mentre fu annunciato che una conferenza sull'indipendenza di Malta si sarebbe tenuta alla Marlborough House di Londra. La conferenza iniziò il 16 luglio 1963. Vi parteciparono delegati di tutti i partiti politici guidati da Borġ Olivier, Dom Mintoff, Toni Pellegrini, Herbert Ganado e Mabel Strickland. La conferenza fu presieduta da Duncan Sandys. Le discussioni proseguirono fino a luglio. Il governo maltese chiedeva uno stato monarchico con un governatore generale in rappresentanza della regina. Il Segretario di Stato propose un referendum sulla costituzione.
L'astuzia politica di Borġ Olivier gli permise di sfruttare a suo vantaggio il conflitto tra il Partito laburista e la chiesa maltese, guidata dall'arcivescovo Mikiel Gonzi. Questo fu un risultato notevole, dato che i rapporti di Borġ Olivier con il Vescovo erano molto tesi. Tuttavia, Borġ Olivier fu in grado di ottenere una riduzione dell'influenza clericale ed episcopale sulla politica maltese.
Ciò segnò la fine della disputa politico-religiosa maltese, paragonabile in qualche modo alle domande che sorgevano trent'anni prima, ai tempi di Strickland. Sebbene ci fosse uno scontro di personalità tra l'arcivescovo Gonzi e Mintoff, altre questioni di potere e giurisdizione stavano chiaramente diventando evidenti nella crescente tensione tra la sfera ecclesiastica e lo stato. Ne conseguirono un'isteria di massa e campagne di proporzioni quasi settarie, con Mintoff e alcuni suoi colleghi del Partito laburista cui furono negati i sacramenti e demonizzati. Borġ Olivier non era un fanatico religioso e prese la parte politicamente corretta contro il suo principale avversario, cavalcando l'ondata di sentimento religioso. In privato sosteneva che gli sforzi della Chiesa per radunare terze parti per entrare nella mischia politica stavano danneggiando le sue possibilità. Ciò si riferiva in particolare a un secondo partito di destra, sostenuto dalla Chiesa, guidato da Herbert Ganado, che ottenne quattro parlamentari alle elezioni del 1962. Ganado, insieme ad altri tre piccoli partiti clericali, due dei quali in Parlamento, erano contrari all'indipendenza.
Gonzi voleva controllare sia Mintoff che Borġ Olivier, per prevenire la perdita di status della Chiesa sotto un nuovo sistema politico. Entrambi i principali partiti politici, nazionalisti e laburisti, avevano l'indipendenza dalla Gran Bretagna inclusa in modo prominente nelle loro campagne elettorali. Entrando in carica nel 1962, la domanda di indipendenza fu messa sul tavolo abbastanza rapidamente e le discussioni preliminari iniziarono quasi immediatamente. Borġ Olivier ha cercato piuttosto senza successo di convincere la Gran Bretagna ad aumentare i suoi aiuti a Malta, per proteggere dalle conseguenze del previsto "declino" economico. Dopo colloqui infruttuosi, Borġ Olivier ribatté che non era andato a Londra "per fare una collezione d'argento".
Dal suo hotel di Londra il 20 agosto 1962, Borġ Olivier rivolse al segretario di stato per le colonie una richiesta formale e urgente per l'indipendenza di Malta. La principale preoccupazione britannica era ovviamente la difesa, ma anche la sicurezza. La violenza del 1958 e degli eventi successivi, comprese le manifestazioni di sostegno alla "neutralità e non allineamento", avevano piuttosto intaccato il rispetto per Mintoff e il suo partito in generale, non solo tra il Partito conservatore britannico. Il Partito Laburista di Malta tendeva a essere percepito ora come in partenza o in disparte dal campo occidentale. Furono i nazionalisti sotto Borġ Olivier a essere visti dai britannici come i più capaci di rassicurare l'Occidente e offrire le migliori possibilità di democrazia, sicurezza e stabilità in uno stato indipendente maltese.
Dopo il controverso referendum costituzionale del 1964, in cui la maggioranza dei voti espressi approvò la proposta costituzione dell'indipendenza, a luglio si tenne a Marlborough House un ciclo completo di colloqui con tutti e cinque i partiti politici interessati, guidati da Borġ Olivier come primo ministro a Londra. La posizione della minoranza contro l'indipendenza immediata venne respinta. L'opinione della maggioranza fu ostacolata da disaccordi sulla forma costituzionale, principalmente per quanto riguarda i diritti civili e secolari contro le presunzioni e le paure tradizionali cattoliche, ma uno dei sei punti di Mintoff sosteneva la potenziale giustificazione della violenza. Il partito laburista sembrava anche poco entusiasta della permanenza di Malta nel Commonwealth o del mantenimento della George Cross nella bandiera.
Il 13 luglio 1963, Borġ Olivier guidò una delegazione del governo alla Conferenza sull'indipendenza di Malta, alla fine della quale fu annunciato che Malta sarebbe diventata indipendente. Il 25 gennaio 1964, Borġ Olivier fu nominato Cavaliere Gran Croce dell'Ordine di San Silvestro da Papa Paolo VI .
Dopo aver avuto una serie di colloqui con il governo britannico e dopo aver preparato una Costituzione per Malta indipendente, che fu approvata dal Parlamento e approvata dal popolo in occasione del referendum costituzionale del 1964, Borġ Olivier fissò il 21 settembre come Festa dell'indipendenza di Malta. L'indipendenza faceva parte di un pacchetto che comprendeva il mantenimento delle strutture di difesa britanniche per dieci anni e aiuti finanziari per un importo di £ 51 milioni. Anche il quartier generale della filiale mediterranea della NATO, appena fuori La Valletta, fu mantenuto, assicurando che Malta rimanesse nella sfera di influenza occidentale, mentre le forze britanniche e della NATO avrebbero continuato a beneficiare della posizione strategica delle isole.
Nel Giorno dell'Indipendenza, il 21 settembre 1964, Borġ Olivier ricevette un titolo di Doctor of Literature Honoris Causa dalla Royal University di Malta. Nel novembre del 1964 fu ricevuto da Papa Paolo VI e fatto Cavaliere di Gran Croce dell'Ordine di Pio IX .

#### Malta indipendente
Nel marzo del 1965 Borġ Olivier divenne Ministro degli Affari Esteri e del Commonwealth oltre alle sue funzioni di Primo Ministro e Ministro della Pianificazione e delle finanze economiche. Nelle elezioni tenutesi nel marzo del 1966, il Partito nazionalista mantenne il potere con Borġ Olivier come Primo Ministro e Ministro degli affari esteri e del Commonwealth. Il 14 giugno 1968, Borġ Olivier fu decorato con la Gran Croce al merito dell'Ordine di Malta dal Gran Maestro del Sovrano Militare Ordine Ospedaliero di San Giovanni di Gerusalemme, di Rodi e di Malta.
Gli affari di famiglia di Borġ Olivier, che furono in qualche modo disturbati, presto caddero sotto il controllo pubblico. La sua relazione coniugale iniziò ad essere usata dai suoi oppositori politici come fonte di critiche. Questi scandali erano tipici della retorica politica degli anni '60. Gli insegnamenti della chiesa maltese giocavano ancora un ruolo cardinale nella politica locale. Borġ Olivier era saltato sul carro della Chiesa, ottenendo un sostanziale vantaggio politico dalla scomunica del Partito laburista maltese da parte della Chiesa.
Borġ Olivier non era d'accordo con la posizione della Chiesa, ma capitalizzò la situazione e diede un grande sostegno alle autorità della Chiesa. Fu vietata l'introduzione dei giornali laburisti negli ospedali pubblici, una decisione successivamente revocata dai tribunali, mentre ai cittadini scomunicati era proibito essere sepolti nelle loro tombe familiari nei cimiteri pubblici. L'abuso dei bambini maltesi inviati in Australia su iniziativa della chiesa maltese è stato un altro scandalo che ha scosso il paese.

### Capo dell'opposizione (1971-1977)
Mentre gli anni '60 volgevano al termine, un'economia troppo dipendente dall'edilizia e le dispute sindacali nei cantieri navali mettevano in pericolo l'amministrazione Borġ Olivier. Soprattutto, la convinzione comune era che Borġ Olivier e il suo gabinetto non avessero alcuna iniziativa, preferendo reagire piuttosto che agire.
Nella campagna elettorale del 1971, il Partito Laburista affermò che il governo era pigro e fuori dal mondo, soprattutto rispetto all'aggressivo e determinato Dom Mintoff.  Tuttavia, il Gabinetto Borġ Olivier mantenne un gran numero di riunioni, 766 dal 27 agosto 1962 al 1º giugno 1971, poco prima delle elezioni; il gabinetto si riuniva anche il giorno di Santo Stefano, a volte mattina e sera, e persino il giorno della festa del naufragio di San Paolo . Questo sforzo non giovò a Borġ Olivier; Mintoff e il Labour riacquistarono il potere alle elezioni del 1971.
Avendo portato i nazionalisti alla sconfitta nelle elezioni del 1971 e anche nelle elezioni di cinque anni dopo, Borġ Olivier subì una crescente censura all'interno e all'esterno del suo stesso partito. Il suo approccio sembrava leggero e passivo rispetto al governo forte di Mintoff. Borġ Olivier si oppose, ma senza successo, alla crescente tendenza dei più estremi sostenitori di Mintoff a ricorrere alla violenza come arma politica.
Tra i membri del partito di Borġ Olivier, a quel tempo era emersa una generazione più giovane che lo considerava fisicamente e politicamente incapace di riconquistare il sostegno popolare da Mintoff. La sua crescente tendenza a procrastinare piuttosto che a prendere decisioni difficili suscitava particolari critiche.
Nel gennaio 1974, diciotto parlamentari nazionalisti firmarono una dichiarazione di sfiducia nella leadership di Borġ Olivier. Altri tre che non avevano potuto partecipare firmarono più tardi. Su 27 parlamentari, solo cinque sostennero il leader del partito. Questi cinque parlamentari erano Paulo Borġ Olivier (fratello di George), Albert Borġ Olivier de Puget (nipote di George), Alfred Bonnici (che era stato nominato presidente del precedente parlamento da George), J. Cassar Galea (un vecchio amico di Borġ Olivier) e Alexander Cachia Zammit (ex ministro nel gabinetto di Borġ Olivier). Borġ Olivier poteva ancora contare sul sostegno dei suoi parenti nel partito, così come su quei politici che, come Cachia Zammit, erano stati membri dei suoi gabinetti del 1962-1971 ed erano ancora nell'assemblea. Per un po', tale sostegno fu sufficiente per consentire a Borġ Olivier di mantenere la leadership del partito. Tuttavia, quando i lealisti si dimostrarono incapaci di opporsi alla proposta di Mintoff di passare da una monarchia costituzionale a una repubblica (con una maggioranza parlamentare di due terzi, ma senza il referendum che Borġ Olivier voleva), la sua posizione fu fatalmente indebolita.
Dopo la rielezione di Mintoff nel 1976, la sensazione generale della maggior parte dei nazionalisti era che il partito avrebbe potuto avere successo solo se avesse acquisito un giovane cattolico sinceramente devoto e dinamico come nuovo leader. In altre parole, il Partito nazionalista voleva adottare un approccio populista. Ironia della sorte, era una posizione che era stata sostenuta da Ganado, ma a cui Borġ Olivier aveva fortemente resistito negli anni sessanta. Le correnti iniziarono a formarsi nei ranghi più alti del partito con l'obiettivo di rimuovere Borġ Olivier. Eddie Fenech Adami, un nuovo arrivato tra i parlamentari nazionalisti, divenne il leader del partito nel 1977. A 44 anni era molto più giovane e più determinato di Borġ Olivier. Il suo mandato come leader dell'opposizione rinvigorì un partito in difficoltà, che raggiunse la maggioranza effettiva del voto popolare nel 1981.
Dopo essersi dimesso dal leader del partito, Borġ Olivier divenne un recluso, solo, senza amici e distaccato dalla scena politica locale. Un senso di tradimento segnò i suoi ultimi anni, dato che Fenech Adami era stato incoraggiato da Borġ Olivier a rimanere in politica dopo aver subito due sconfitte elettorali personali.

## Morte e funerali di stato

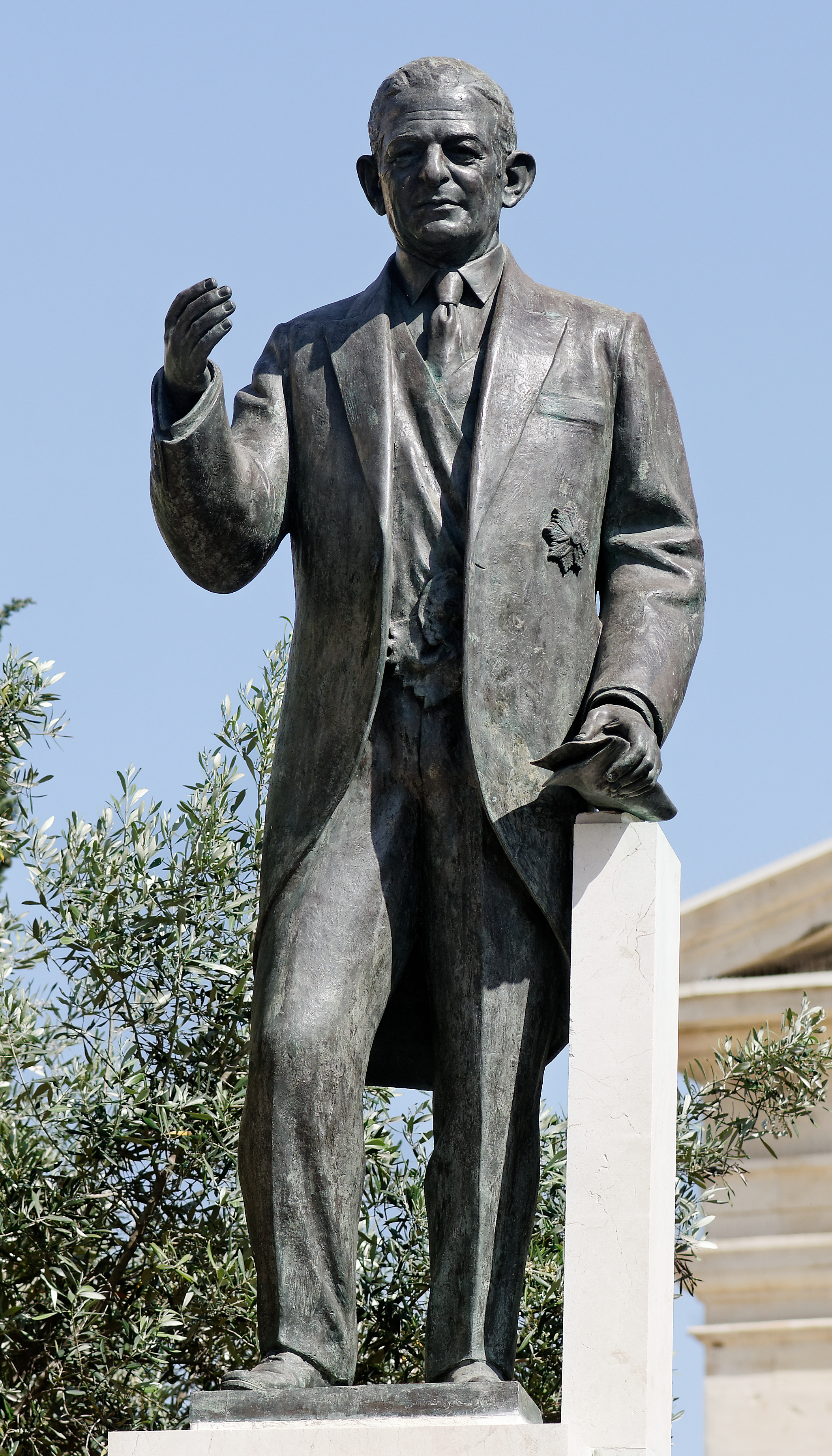
Monumento a George Borġ Olivier a La Valletta

Nonostante il peggioramento della sua salute, Borġ Olivier cercava ancora di rimanere attivo nella vita pubblica. Nel 1980, Borġ Olivier stava combattendo il cancro del polmone da diversi anni. Meno di quattro anni dopo essersi dimesso dalla guida del Partito nazionalista, morì nella sua casa di Sliema, all'età di 69 anni, mercoledì 29 ottobre 1980.
Il primo ministro Dom Mintoff espresse l'intenzione di organizzare un funerale di stato per Borġ Olivier. Il suo funerale fu il più grande funerale di stato nella storia maltese fino a quel momento, e fuseguito da migliaia di persone che si recarono alla Valletta per rendere omaggio. Fu sepolto nel cimitero dell'Addolorata.
Un monumento in onore di Borġ Olivier è stato eretto in Castille Square, Valletta nel 1989, nell'ambito degli eventi commemorativi del 25º anniversario dell'indipendenza maltese.

## Onori e riconoscimenti
- Malta: Doctor of Literature (Honoris Causa), Royal University of Malta, September 1964[14]
- Holy See: Grand Cross of the Ordine di San Silvestro papa, January 1964
- Holy See: Grand Cross of the Order of Pius IX, November 1964
- Sovereign Military Order of Malta: Grand Cross of Merit, June 1968